# Mulchén (ort)
Mulchén är en ort i Chile.   Den ligger i provinsen Provincia de Biobío och regionen Región del Biobío, i den södra delen av landet, 500 km söder om huvudstaden Santiago de Chile. Mulchén ligger 139 meter över havet och antalet invånare är 22 170.
Terrängen runt Mulchén är huvudsakligen platt. Mulchén ligger nere i en dal. Mulchén är det största samhället i trakten.
Trakten runt Mulchén består till största delen av jordbruksmark. Runt Mulchén är det glesbefolkat, med 15 invånare per kvadratkilometer.